# Urrácal
Urrácal község Spanyolországban, Almería tartományban. Lakosainak száma 350 fő (2024).

## Földrajza
Urrácal Purchena, Somontín és Olula del Río községekkel határos.

## Népesség
A település lakosságának változását az alábbi diagram mutatja:
| Lakosok száma | 341  | 350  | 347  | 354  | 361  | 312  | 327  | 350  | 369  | 350  |
|               | 2001 | 2004 | 2006 | 2009 | 2011 | 2014 | 2016 | 2019 | 2021 | 2024 |